# Maiken Caspersen Falla
Maiken Caspersen Falla (Lørenskog, 13 augustus 1990) is een Noorse langlaufster. Falla vertegenwoordigde haar vaderland op de Olympische Winterspelen 2010 in Vancouver, op de Olympische Winterspelen 2014 in Sotsji en op de Olympische Winterspelen 2018 in Pyeongchang.

## Carrière
Bij haar wereldbekerdebuut, in november 2008 in Kuusamo, scoorde Falla direct haar eerste wereldbekerpunten, een maand later stond de Noorse in Düsseldorf voor de eerste maal in haar carrière op het podium van een wereldbekerwedstrijd. In Liberec nam ze deel aan de wereldkampioenschappen langlaufen 2009, op dit toernooi strandde ze in de kwalificaties van de sprint. Tijdens de Olympische Winterspelen van 2010 in Vancouver werd Falla uitgeschakeld in de kwartfinales van de sprint.
Op de wereldkampioenschappen langlaufen 2011 in Oslo strandde de Noorse in de kwartfinales van de sprint, samen met Astrid Jacobsen veroverde ze de bronzen medaille op de teamsprint. Op 18 december 2011 boekte ze in Rogla haar eerste wereldbekerzege. In Val di Fiemme nam Falla deel aan de wereldkampioenschappen langlaufen 2013. Op dit toernooi sleepte ze de bronzen medaille in de wacht op de sprint, op de teamsprint eindigde ze samen met Ingvild Flugstad Østberg op de vierde plaats. Tijdens de Olympische Winterspelen van 2014 in Sotsji won de Noorse olympisch goud op de sprint.
Op de wereldkampioenschappen langlaufen 2015 in Falun behaalde ze de bronzen medaille op de sprint. Samen met Ingvild Flugstad Østberg werd ze wereldkampioen op de teamsprint. In het seizoen 2015/2016 pakte Falla de eindzege in het wereldbekerklassement op de sprint. In Lahti nam de Noorse deel aan de wereldkampioenschappen langlaufen 2017. Op dit toernooi veroverde ze de wereldtitel op sprint. Op de teamsprint prolongeerde ze samen met Heidi Weng de wereldtitel. Samen met Heidi Weng, Astrid Jacobsen en Marit Bjørgen werd ze wereldkampioen op de 4×5 kilometer estafette. Tijdens de Olympische Winterspelen van 2018 in Pyeongchang behaalde Falla de zilveren medaille op de sprint, samen met Marit Bjørgen sleepte ze de bronzen medaille in de wacht op de teamsprint.
Op de wereldkampioenschappen langlaufen 2019 in Seefeld prolongeerde ze haar wereldtitel op de sprint, op de teamsprint legde ze samen met Ingvild Flugstad Østberg beslag op de bronzen medaille. In Oberstdorf nam de Noorse deel aan de wereldkampioenschappen langlaufen 2021. Op dit toernooi veroverde ze de zilveren medaille op de sprint, samen met Tiril Udnes Weng eindigde ze als zesde op de teamsprint.

## Resultaten

### Olympische Spelen
| Jaar | Plaats      | Resultaten                                          |
| ---- | ----------- | --------------------------------------------------- |
| 2010 | Vancouver   | 20e Sprint (klassieke stijl)                        |
| 2014 | Sotsji      | Sprint (vrije stijl)                                |
| 2018 | Pyeongchang | Sprint (klassieke stijl) · Teamsprint (vrije stijl) |

### Wereldkampioenschappen
| Jaar | Plaats        | Resultaten                                                             |
| ---- | ------------- | ---------------------------------------------------------------------- |
| 2009 | Liberec       | 39e Sprint (vrije stijl)                                               |
| 2011 | Oslo          | 13e Sprint (vrije stijl) · Teamsprint (klassieke stijl)                |
| 2013 | Val di Fiemme | Sprint (klassieke stijl) · 4e Teamsprint (vrije stijl)                 |
| 2015 | Falun         | Sprint (klassieke stijl) · Teamsprint (vrije stijl)                    |
| 2017 | Lahti         | Sprint (vrije stijl) · Teamsprint (klassieke stijl) · 4×5 km estafette |
| 2019 | Seefeld       | Sprint (vrije stijl) · Teamsprint (klassieke stijl)                    |
| 2021 | Oberstdorf    | Sprint (klassieke stijl) · 6e 4×5 km estafette                         |

### Wereldbeker
| Legenda | Legenda            |
| ------- | ------------------ |
| TdS     | Tour de Ski        |
| NO      | Nordic Opening     |
| LT      | Lillehammer Triple |
| RT      | Ruka Triple        |
| WBF     | Wereldbekerfinale  |
| STC     | Ski Tour Canada    |
| ST      | Ski Tour           |

Eindklasseringen
| Seizoen   | Algm | DI  | SP     | TdS |
| --------- | ---- | --- | ------ | --- |
| 2008/2009 | 39e  | –   | 15e    | –   |
| 2009/2010 | 55e  | –   | 25e    | –   |
| 2010/2011 | 24e  | –   | 5e     | DNF |
| 2011/2012 | 12e  | 35e | Zilver | DNF |
| 2012/2013 | 19e  | 35e | 4e     | –   |
| 2013/2014 | 16e  | 37e | 5e     | –   |
| 2014/2015 | 6e   | 37e | Brons  | –   |
| 2015/2016 | 6e   | 20e | Goud   | DNF |
| 2016/2017 | 7e   | 24e | Goud   | –   |
| 2017/2018 | 11e  | 32e | Goud   | DNF |
| 2018/2019 | 10e  | 52e | Zilver | DNF |
| 2019/2020 | 24e  | –   | 5e     | DNF |
| 2020/2021 | 81e  | –   | 47e    | –   |

Wereldbekerzeges
| Nr. | Datum            | Plaats      | Onderdeel                    |
| --- | ---------------- | ----------- | ---------------------------- |
| 1.  | 18 december 2011 | Rogla       | Sprint (vrije stijl)         |
| 2.  | 15 december 2012 | Canmore     | Sprint (vrije stijl)         |
| 3.  | 5 maart 2014     | Drammen     | Sprint (klassieke stijl)     |
| 4.  | 11 maart 2015    | Drammen     | Sprint (klassieke stijl)     |
| 5.  | 27 november 2015 | Kuusamo     | Sprint (klassieke stijl) NO  |
| 6.  | 19 december 2015 | Toblach     | Sprint (vrije stijl)         |
| 7.  | 1 januari 2016   | Lenzerheide | Sprint (vrije stijl) TdS     |
| 8.  | 3 februari 2016  | Drammen     | Sprint (klassieke stijl)     |
| 9.  | 11 februari 2016 | Stockholm   | Sprint (klassieke stijl)     |
| 10. | 20 februari 2016 | Lahti       | Sprint (vrije stijl)         |
| 11. | 1 maart 2016     | Gatineau    | Sprint (vrije stijl) STC     |
| 12. | 8 maart 2016     | Canmore     | Sprint (klassieke stijl) STC |
| 13. | 11 december 2016 | Davos       | Sprint (vrije stijl)         |
| 14. | 2 december 2017  | Lillehammer | Sprint (klassieke stijl)     |
| 15. | 3 maart 2018     | Lahti       | Sprint (vrije stijl)         |
| 16. | 7 maart 2018     | Drammen     | Sprint (klassieke stijl)     |
| 17. | 19 januari 2019  | Otepää      | Sprint (klassieke stijl)     |
| 18. | 9 februari 2019  | Lahti       | Sprint (vrije stijl)         |
| 19. | 12 maart 2019    | Drammen     | Sprint (klassieke stijl)     |
| 20. | 29 november 2019 | Kuusamo     | Sprint (klassieke stijl) RT  |
| 23. | 22 februari 2020 | Trondheim   | Sprint (klassieke stijl) ST  |